# Ceriana schnablei
Ceriana schnablei är en tvåvingeart som först beskrevs av Samuel Wendell Williston 1892.  Ceriana schnablei ingår i släktet griffelblomflugor, och familjen blomflugor.
Artens utbredningsområde är Texas. Inga underarter finns listade i Catalogue of Life.